# Марлін (Вашингтон)
Марлін (англ. Marlin), офіційно Крупп (англ. Town of Krupp) — місто в США, в окрузі Грант штату Вашингтон. Населення — 49 осіб (2020).

## Географія
Марлін розташований за координатами 47°24′38″ пн. ш. 118°59′19″ зх. д. / 47.41056° пн. ш. 118.98861° зх. д. (47.410458, -118.988651). За даними Бюро перепису населення США в 2010 році місто мало площу 1,54 км², уся площа — суходіл.

## Демографія
Згідно з переписом 2010 року, у місті мешкало 48 осіб у 25 домогосподарствах у складі 13 родин. Густота населення становила 31 особа/км². Було 28 помешкань (18/км²).
Расовий склад населення:
| - 100,0 % — білих |

До двох чи більше рас належало 0,0 %. Частка іспаномовних становила 2,1 % від усіх жителів.
За віковим діапазоном населення розподілялося таким чином: 12,5 % — особи молодші 18 років, 54,2 % — особи у віці 18—64 років, 33,3 % — особи у віці 65 років та старші. Медіана віку мешканця становила 52,0 року. На 100 осіб жіночої статі у місті припадало 140,0 чоловіків; на 100 жінок у віці від 18 років та старших — 147,1 чоловіків також старших 18 років.
За межею бідності перебувало 26,7 % осіб, у тому числі 0,0 % дітей у віці до 18 років та 41,7 % осіб у віці 65 років та старших.
Цивільне працевлаштоване населення становило 20 осіб. Основні галузі зайнятості: виробництво — 40,0 %, транспорт — 10,0 %, публічна адміністрація — 10,0 %.